# Directeur du Federal Bureau of Investigation
Le directeur du Federal Bureau of Investigation (en anglais : Director of the Federal Bureau of Investigation) dirige le Federal Bureau of Investigation (FBI), principal service fédéral de police judiciaire et de renseignement intérieur des États-Unis.
Avec le directeur adjoint (Deputy Director), il s'assure du bon déroulement des activités de son administration et de la supervision de la direction des différents bureaux spécialisés. Le directeur informe régulièrement le président des États-Unis de l'activité de ses services. Depuis l'application de la loi du Congrès dite Intelligence Reform and Terrorism Prevention Act (IRTPA) en 2004, qui est l'une des conséquences des attentats du 11 septembre 2001, il en réfère également au directeur du renseignement national,.
Kash Patel est le titulaire du poste depuis le 20 février 2025.

## Histoire
Le directeur du FBI est nommé par le président des États-Unis et confirmé dans ses fonctions par le Sénat. La fonction doit, en théorie, être exercée pendant une durée de dix ans au maximum. Cependant, les démissions ne rendent en général pas cette durée effective, bien que les directeurs J. Edgar Hoover et Robert Mueller fassent figure d'exception pour leur longévité supérieure au mandat de dix ans.
En effet, J. Edgar Hoover est d'abord nommé directeur par Calvin Coolidge en 1924 au Bureau of Investigation (BOI), puis prend la tête du FBI lorsque celui-ci est créé en 1935 ; il occupe ensuite le poste jusqu'à sa mort en 1972, soit sur une durée totale de quarante-huit ans (en cumulant les deux postes, au BOI et au FBI). La loi ne définissait alors pas la durée maximale d'occupation de la fonction. Le Congrès des États-Unis impose par la suite une durée maximale de dix ans, mais accordera à Robert Mueller une prolongation de deux ans en 2011. Deux directeurs ont été limogés par le président : William S. Sessions en 1993 et James Comey en 2017.
À la création du Bureau of Investigation en 1908, la fonction est nommée Chief of the Bureau of Investigation (chef du Bureau of Investigation). Elle évolue en Director of the Bureau of Investigation (directeur) à partir de William J. Flynn (1919-1921), puis reçoit son nom actuel avec le changement de nom de l’organisation en FBI en 1935.

## Liste des directeurs

### Bureau of Investigation (1908-1935)
- Stanley Finch : 26 juillet 1908 - 30 avril 1912
- A. Bruce Bielaski : 30 avril 1912 - 10 février 1919
- William E. Allen (intérim) : 10 février - 30 juin 1919
- William J. Flynn : 1er juillet 1919 - 21 août 1921
- William J. Burns : 22 août 1921 - 10 mai 1924
- J. Edgar Hoover : 10 mai 1924 - 30 juin 1935

### Federal Bureau of Investigation (depuis 1935)
- J. Edgar Hoover : 23 mai 1935 - 2 mai 1972
- Clyde Tolson (intérim) : 2 - 3 mai 1972
- Patrick Gray (intérim) : 3 mai 1972 - 27 avril 1973
- William Ruckelshaus (intérim) : 30 avril - 9 juillet 1973
- Clarence Kelley : 9 juillet 1973 - 15 février 1978
- James B. Adams (intérim) : 15 - 23 février 1978
- William H. Webster : 23 février 1978 - 25 mai 1987
- John E. Otto (intérim) : 26 mai - 2 novembre 1987
- William S. Sessions : 2 novembre 1987 - 19 juillet 1993
- Floyd I. Clarke (intérim) : 19 juillet - 1er septembre 1993
- Louis J. Freeh : 1er septembre 1993 - 25 juin 2001
- Thomas J. Pickard (intérim) : 25 juin 2001 - 4 septembre 2001
- Robert S. Mueller III : 4 septembre 2001 - 4 septembre 2013
- James Comey : 4 septembre 2013 - 9 mai 2017
- Andrew G. McCabe (intérim) : 9 mai 2017 - 2 août 2017
- Christopher A. Wray : 2 août 2017 - 19 janvier 2025
- Paul Abbate (en) (intérim) : 19 janvier 2025 - 20 janvier 2025
- Brian Driscoll (intérim) : du 20 janvier 2025 - 21 février 2025
- Kash Patel: 21 février 2025 -